# Socratea hecatonandra
Socratea hecatonandra là loài thực vật có hoa thuộc họ Arecaceae. Loài này được (Dugand) R.Bernal miêu tả khoa học đầu tiên năm 1986.